# Winton C. Hoch
Winton C. Hoch (ur. 31 lipca 1905 w Storm Lake, zm. 20 marca 1979 w Santa Monica) – amerykański operator filmowy.

## Życiorys
Studiował chemię na California Institute of Technology. Jako specjalista od koloryzacji, od 1934 r. pracował dla korporacji Technicolor. Od połowy lat 30. był operatorem filmowym, specjalizującym się w filmach barwnych – nigdy nie nakręcił filmu czarno-białego.

## Nagrody
Trzykrotny laureat Oscara za najlepsze zdjęcia do filmów: Joanna d’Arc (1948) Victora Fleminga, Nosiła żółtą wstążkę (1949) i Spokojny człowiek (1952) Johna Forda. Z Fordem współpracował również na planie filmów Trzej ojcowie chrzestni (1948), Mister Roberts (1955) i Poszukiwacze (1956).

## Filmografia
Jako operator filmowy pracował na planach zdjęciowych 65 produkcji filmowych.

### Filmy krótkometrażowe
Realizował głównie 8-10 minutowe filmy dokumentalne.

- 1935:
  - Colorful Islands: Madagascar and Seychelles (czas: 8')
  - Beautiful Banff and Lake Louise (9')
- 1936:
  - Victoria and Vancouver: Gateways to Canada (9')
  - Rio de Janeiro „City of Splendour” (8')
  - St. Helena and Its „Man of Destiny” (fabularny: 8')
  - Quaint Quebec (9')
  - Yellowstone Park: „Nature's Playground” (9')
- 1937:
  - Picturesque South Africa (9')
  - India on Parade (10')
  - Glimpses of Java and Ceylon (9')
  - Colorful Bombay (8')
  - Hong Kong: „The Hub of the Orient” (8')
  - Serene Siam (9')
  - Rocky Mountain Grandeur (8')
  - Glimpses of Peru (10')
  - Stockholm: Pride of Sweden (9')
  - Chile: „Land of Charm” (10')
  - Copenhagen (9')
  - Land of the Incas (9')
- 1938:
  - Natural Wonders of the West (9')
  - Glimpses of Austria (9')
  - Glimpses of New Brunswick (9')
  - Beautiful Budapest (9')
  - Rural Sweden (10')
  - Czechoslovakia on Parade (9')
- 1939: Rural Hungary (9')
- 1941: Memories of Europe (9')
- 1943: Over the Andes (9')
- 1947: Rhapsody in Wood (animowany: 8')
- 1960: A Light in Nature (fabularny)

### Seriale telewizyjne
- 1959: Disneyland (1 odcinek)
- 1964-66: Wyprawa na dno morza (51 odcinków)
- 1965-66: Zagubieni w kosmosie (4 odcinki)
- 1966-67: The Time Tunnel (30 odcinków)
- 1969: The Banana Splits Adventure Hour (1 odcinek)
- 1970: Nanny and the Professor (14 odcinków)

### Filmy fabularne
- 1941:
  - O smoku, który nie chciał walczyć (animowany: 74')
  - Załoga bombowca (wojenny: 132')
- 1948:
  - Tap Roots (obyczajowy: 109')
  - Joanna d’Arc (dramat: 145')
  - Trzej ojcowie chrzestni (western: 106')
  - So Dear to My Heart (animowany/aktorski: 79')
- 1949:
  - Tulsa (western: 90')
  - Nosiła żółtą wstążkę (western: 104')
- 1950: The Sundowners (western: 83')
- 1951:
  - Przeklęte wzgórza (wojenny: 113')
  - Rajski ptak (przygodowy: 100')
- 1952: Spokojny człowiek (melodramat: 129')
- 1953:
  - Rudzielec z Wyoming (western: 81')
  - Powrót do raju (przygodowy: 100')
- 1955: Mister Roberts (wojenny: 123')
- 1956: Poszukiwacze (western: 119')
- 1957: Pilot odrzutowców (szpiegowski: 113')
- 1958: The Missouri Traveler (western: 103')
- 1959:
  - Młoda ziemia (przygodowy: 89')
  - Darby O'Gill and the Little People (fantasy: 93')
  - Ta ziemia jest moja (melodramat: 124')
  - Cyrk Wielki (dramat: 109')
- 1960: Zaginiony świat (fantasy/SF: 97')
- 1961: Wyprawa na dno morza (przygodowy/SF: 105')
- 1962:
  - Sergeants 3 (western: 112')
  - Five Weeks in a Balloon (przygodowy: 101')
- 1964: Robinson Crusoe on Mars (przygodowy/SF: 110')
- 1968: Zielone berety (wojenny: 142')
- 1972: Nekromancja (horror: 83')